# Red Storm Rising
Red Storm Rising è un videogioco simulatore di sottomarini pubblicato nel 1988 per Commodore 64 e successivamente per Amiga, Atari ST, MS-DOS e PC-98 dalla MicroProse. È ispirato al romanzo Uragano rosso del 1986 e rappresenta una guerra tra Unione Sovietica e NATO, giocabile dal punto di vista degli Stati Uniti d'America. Il più delle volte venne apprezzato dalla critica.

## Trama
Se si gioca in modalità campagna, un'introduzione di testo e immagini con piccole animazioni mostra che, come nel romanzo, l'URSS ha subito un attacco terroristico islamico con conseguente perdita di un importantissimo campo petrolifero. Per evitare una grave crisi l'URSS decide di impadronirsi delle risorse del Medio Oriente, ma per far questo deve preventivamente attaccare la NATO invadendo l'Europa settentrionale e dilagando nel Nord Atlantico con la flotta.

## Modalità di gioco
Il giocatore è al comando di un sottomarino nucleare statunitense appartenente a una di cinque possibili classi reali. Si può scegliere tra quattro periodi storici compresi tra il 1984 e il 1996, che influenzano gli armamenti disponibili sia al giocatore sia al nemico. In ogni caso sono disponibili quattro livelli di difficoltà e 11 possibili scenari, oppure una campagna che rappresenta la terza guerra mondiale. Il teatro è sempre la zona del Mare di Norvegia e del Mare del Nord. Le forze sovietiche da affrontare comprendono 20 tipi di navi e 16 di sottomarini. Come armamento, a seconda delle disponibilità tecnologiche e di come si è scelto di equipaggiare il proprio mezzo, si hanno fino a quattro tipi di siluri e due tipi di generatori di disturbi da sganciare in acqua per confondere i siluri nemici.
L'azione è rappresentata principalmente sotto forma di testo, mappe e simboli. Sono presenti immagini di contorno e animazioni che mostrano il lancio o l'impatto dei siluri, ma hanno solo funzioni decorative; la grafica è minimale nelle azioni di gioco vero e proprio.
Si governa in dettaglio la navigazione in combattimento tramite un'apposita schermata. Altre schermate mostrano rapporti radar e sonar (entrambi utilizzabili in modalità attiva o passiva), visione dal periscopio, statistiche su condizioni del mare, degli armamenti ecc. Nella campagna si dispone anche di mappa a larga scala, con informazioni in tempo reale su tutto il conflitto, sul quale le missioni del giocatore possono avere effetto. Molti comandi vengono dati tramite appositi tasti; la confezione originale include una maschera di cartoncino da porre sulla tastiera per facilitare l'associazione tra tasti e funzioni di gioco.
Il gioco è soltanto in inglese, ma il manuale originale, molto corposo e dettagliato, venne pubblicato anche in versione italiana, almeno con l'edizione MS-DOS.